# هوبير ماكلين
هوبير ماكلين (بالإنجليزية: Hubert McLean)‏ هو لاعب اتحاد الرغبي نيوزيلندي، ولد في 18 يوليو 1907 في وانجانوي في نيوزيلندا، وتوفي في 24 أبريل 1997 في أوكلاند في نيوزيلندا.